# Бенито Маја Гонзалез (Виља де Рејес)
Бенито Маја Гонзалез (шп. Benito Maya González) насеље је у Мексику у савезној држави Сан Луис Потоси у општини Виља де Рејес. Насеље се налази на надморској висини од 1850 м.

## Становништво
Према подацима из 2005. године у насељу је живело 10 становника.

### Хронологија
| Година       | 2000 | 2005 |
| ------------ | ---- | ---- |
| Становништво | 12   | 10   |

### Попис
| # | Индикатор                        | Вредност |
| - | -------------------------------- | -------- |
| 1 | Укупно појединачних домаћинстава | 2        |